# Анна Каренина (мюзикл, 2010)
«А́нна Каре́нина» — российский мюзикл на либретто Геннадия Чихачёва, музыку Марка Самойлова и стихи Леонида Яковлева. Основан на одноимённом романе Л. Н. Толстого. Премьера состоялась 25 июля 2010 года в Музыкальном театре под руководством Геннадия Чихачёва в Москве, Россия.

## Актёрский состав
| Роль                  | Премьерный состав | Текущий состав  |
| --------------------- | ----------------- | --------------- |
| Анна Каренина         | Наталия Репич     | Наталия Репич   |
| Алексей Александрович | Евгений Бодяков   | Олег Портнягин  |
| Вронский              | Кирилл Гордеев    | Дмитрий Алыхтин |
| Серёжа                | н.д.              | Вадим Поповичев |
| Бетси Тверская        | н.д.              | Ирина Химина    |
| Стива                 | н.д.              | Олег Зимин      |
| Долли                 | н.д.              | Татьяна Петрова |

## Постановки
| Город (страна)   | Компания                                               | Театральная площадка                                   | Дата открытия | Дата закрытия | Кол-во спектаклей |
| ---------------- | ------------------------------------------------------ | ------------------------------------------------------ | ------------- | ------------- | ----------------- |
| Москва* (Россия) | «Музыкальный театр под руководством Геннадия Чихачёва» | «Музыкальный театр под руководством Геннадия Чихачёва» | 25.07.2010    | в прокате     | н.д.              |

(*) — прокат репертуарного типа.